# Zhou Mi
Zhou Mi (n. 18 februarie 1979, Nanning⁠(d), Republica Populară Chineză) este o jucătoare de badminton chineză, medaliată olimpică. A participat la o ediție a Jocurilor Olimpice (2004) în care a câștigat o medalie de bronz.